# Ole Olufsen
Axel Frits Olaf Henrik Ole Olufsen, född 24 januari 1865, död 13 december 1929, var en dansk geograf och forskningsresande.
Olufsen var ursprungligen officer. Efter två resor i Pamir och Östturkestan 1896-97 och 1898-99 erhöll Olufsen för sina arbeten professors titel 1909. Senare företog Olufsen resor till Tunisien (1914-24), Sahara (1912 och 1922-23) och Sudan (1927). 1903-23 nedlade Olufsen ett stort arbete som sekreterare inom Det kongelige danska geografiske Selskab. Olufsen skrev Through the Pamir (1903), Old and new architecture in Khiva, Bokhara and Turekstan (1904), The Emir of Bokhara and his country (1905). Dessutom de populära Hos Ørkenens Sønner (1924) och Hvor Nigeren vandrer- (1928), därtill artiklar i Geografisk Tidsskrift och andra tidskrifter.

## Utmärkelser
- Riddare av Dannebrogorden,  1898[3]
- Professors namn,  1909[3]
- Grande Médaille d'Or des Explorations,  1924[4]

[Redigera Wikidata]